# بولين غرين
بولين غرين (ولدت في 8 ديسمبر 1948) هي عضو سابق في حزب العمال والتعاون في البرلمان الأوروبي والزعيم السابق للمجموعة البرلمانية لحزب الاشتراكيين الأوروبيين (PES).